# Seznam irskih kemikov
Seznam irskih kemikov.

## A
- Thomas Andrews

## C
- Adair Crawford

## D
- Dervilla M. X. Donnelly

## H
- William Higgins

## J
- James Muspratt

## K
- Robert Kane
- Richard Kirwan

## L
- Kathleen Lonsdale

## M
- James Sheridan Muspratt

## W
- Peter Woulfe